# موگی میریم
موگی میریم (به پرتغالی: Mogi Mirim) یک شهر در برزیل است که در ایالت سائو پائولو واقع شده‌است.

## خصوصیات
موگی میریم ۴۹۹ کیلومترمربع مساحت و ۸۶٬۲۴۴ نفر جمعیت دارد و ۶۱۱ متر بالاتر از سطح دریا واقع شده‌است.